# Steve Diamond (rugby à XV)
Pour les articles homonymes, voir Steve Diamond et Diamond.
Pas d'image ? Cliquez ici

a Compétitions nationales et continentales officielles uniquement.

Dernière mise à jour le 30 août 2015.
Steve Diamond, né le 3 février 1968 à Chatham (Angleterre), est un joueur puis entraîneur anglais de rugby à XV. Il joue toute sa carrière au poste de talonneur avec les Sale Sharks de 1989 à 2000.
À la fin de sa carrière de joueur, il devient entraîneur.

## Biographie

### Carrière de joueur
Steve Diamond est né le 3 février 1968 à Chatham
Steve Diamond joue onze saisons de 1989 à 2000 au poste de talonneur avec les Sale Sharks dans le Championnat d'Angleterre. Il est le joueur ayant le plus de matchs avec club ; il compte 351 apparitions.
Il est sélectionné une seule fois en équipe d'Angleterre, pour la tournée d'été 1997. Il ne joue cependant aucun match avec le XV de la Rose.

### Carrière d'entraîneur
En 2001, avec Jim Mallinder comme co-entraîneur, Steve Diamond prend en charge l'équipe des Sale Sharks au poste d'entraîneur,. L'équipe termine seconde du championnat et se qualifie pour la première fois de son histoire en Coupe d’Europe ; dans le même temps, elle remporte le Bouclier européen (l'actuel Challenge européen) en battant Pontypridd en finale.
Il est ensuite nommé à la tête des England Saxons, l’équipe nationale réserve, pour 2002 et 2003.
Steve Diamond devient directeur du rugby des Saracens au milieu de la saison 2004-2005. L'équipe se qualifie pour la Coupe d'Europe 2005-2006 à la fin de la saison mais le début de saison compliqué (deux victoires en dix matchs toutes compétitions confondues), l'élimination en phase de poule de la Coupe d’Europe 2005-2006 entraîne son renvoi en février 2006.
Il dirige ensuite l'Équipe de Russie de rugby à XV avant d'accepter l'offre des Sale Sharks pour réintégrer son ancien club comme directeur du rugby,. Il quitte le club en décembre 2020 pour des raisons personnelles.
En novembre 2021, il rejoint les Worcester Warriors au poste de consultant rugby. Le 25 janvier 2022, il est nommé entraîneur principal de l'équipe première à la suite du départ de Jonathan Thomas. Le club confirme également que Diamond occupera le rôle de directeur du rugby à partir de la fin de la saison, en raison du départ en retraite d'Alan Solomons.
À la suite de la liquidation judiciaire des Worcester Warriors et la suspension de toutes les compétitions, son contrat est résilié, comme tous les autres employés le 5 octobre 2022,.

## Palmarès
- Joueur le plus capé de l'histoire des Sale Sharks (351 matchs)